# Ильмень (Самарская область)
Ильме́нь — посёлок в Приволжском районе Самарской области. Административный центр сельского поселения Ильмень.

## История
В 1973 году указом Президиума Верховного Совета РСФСР посёлок отделения № 1 совхоза «Приволжье» переименован в Ильмень.

## Население
| 2010 | 2012  |
| ---- | ----- |
| 1596 | ↗1598 |

## Улицы
| - ул. 60 лет Октября, - ул. Западная, - ул. Казахстанская, - ул. Молодёжная, - ул. Новая, - ул. Полевая, - ул. Почтовая, | - ул. Садовая, - ул. Рабочая, - ул. Специалистов, - ул. Центральная, - ул. Школьная, - ул. Энтузиастов. |